# ملک‌آباد (قلعه مظفری)
ملک‌آباد روستایی در دهستان قلعه مظفری بخش مرکزی شهرستان سلسله استان لرستان ایران است.

## جمعیت
بر پایه سرشماری عمومی نفوس و مسکن در سال ۱۳۹۵ جمعیت این مکان ۱۰۴ نفر (۲۹خانوار) بوده‌است.